# Белнап (окръг, Ню Хампшър)
Окръг Белнап (на английски: Belknap County) е окръг в щата Ню Хампшър, Съединени американски щати. Площта му е 1215 km², а населението – 60 779 души (2016). Административен център е град Лакония.